# Stewart Wallace
Stewart Wallace (nacido en 1960, Filadelfia, Pennsylvania) es un compositor y cantor estadounidense. Pasó gran parte de su carrera componiendo óperas experimentales, de Kabbalah (1989) dentrada en la danza, hasta la surrealista Hopper's Wife (1992). Dos de sus óperas han sido estrenadas en la Grand Opera de Houston, Where's Dick? (1989) y Harvey Milk (1995); la segunda de las cuales se basó en la vida de Harvey Milk. Su ópera más reciente, La hija del curandero, usa un libreto de 
Amy Tan que se basa en su novela homónima. The Bonesetter's Daughter se estrenó en el Teatro de Ópera War Memorial de la Ópera de San Francisco en 2008.